# Wurmbea decumbens
Wurmbea decumbens är en tidlöseväxtart som beskrevs av Robert J. Bates. Wurmbea decumbens ingår i släktet Wurmbea och familjen tidlöseväxter. Inga underarter finns listade i Catalogue of Life.